# Franklin River (Vancouver Island)
Der Franklin River (ursprünglich Owatchet) ist ein Fluss auf der Insel Vancouver Island in der kanadischen Provinz British Columbia.

## Flusslauf
Der Franklin River befindet sich zwischen dem Alberni Inlet und dem Barkley Sound. Er fließt in westlicher Richtung zur Meeresenge Sproat Narrows des Alberni Inlet, südlich der Kleinstadt Port Alberni.

## Geschichte
Der Franklin River bekam seinen Namen im Zuge der Vancouver-Island-Entdeckungs-Expedition im Jahr 1864. Der Fluss wurde nach dem britischen Ritter Selim Franklin benannt, der Vorsitzender des Expeditions-Komitees war. Sein Unternehmen wies aber bereits 1858 auf Vancouver Island eine Geschäftstätigkeit auf.  Im Jahr 1911 begann Julius Bloedel, der Bevollmächtigte der Siedler, und das Unternehmen Bloedel Stewart Welch Company zwecks Holzeinschlag mit Grundstückskäufen auf Vancouver Island. An deren Standort am Franklin River fand nun eine der größten Holzeinschlag-Operationen der Welt statt. Später im Jahr 1938 war es das erste Unternehmen in British Columbia, dass Setzlinge pflanzte, um die abgeholzten Gebiete wieder aufzuforsten.